# Uxegney
Uxegney é uma comuna francesa na região administrativa do Grande Leste, no departamento de Vosges. Estende-se por uma área de 8.94 km². Em 2010 a comuna tinha 2 348 habitantes (densidade: 262,6 hab./km²).